# Інтуїтивна музика
Інтуїти́вна му́зика (англ. Intuitive music) — одна з форм спонтанної музичної імпровізації на основі експромтного звукового втілення будь-якої ідеї, яка спочатку може бути виражена у вигляді слів, графіки, пластики або яким-небудь іншим способом.
Термін «інтуїтивна музика» був введений 1968 року німецьким композитором Карлгайнцом Штокхаузеном.

## Специфіка
Поняття «інтуїтивна музика» як визначення відкритої форми композиції має схожість з поняттям «вільна імпровізація», але в своєму визначенні Штокхаузен особливо підкреслив саме медитативний аспект інтуїтивної музики, а слово «імпровізація» він тут не вживає зовсім, оскільки «це слово передбачає існування певних правил в плані музичної організації: стильової, ритмічної, гармонійної, мелодійної і так далі.»